# Населення Ботсвани
Населення Ботсвани. Чисельність населення країни 2015 року становила 2,182 млн осіб (145-те місце у світі). Оцінка кількості населення цієї держави враховує ефекти зайвої смертності через захворювання на СНІД. Чисельність ботсванців стабільно збільшується, народжуваність 2015 року становила 20,96 ‰ (77-ме місце у світі), смертність — 13,39 ‰ (15-те місце у світі), природний приріст — 1,21 % (99-те місце у світі) . 

## Природний рух

### Відтворення
Народжуваність у Ботсвані, станом на 2015 рік, дорівнює 20,96 ‰ (77-ме місце у світі). Коефіцієнт потенційної народжуваності 2015 року становив 2,33 дитини на одну жінку (90-те місце у світі). Рівень застосування контрацепції 52,8 % (станом на 2007 рік). Середній вік матері при народженні першої дитини становив 19 років (оцінка на 2007 рік).
Смертність у Ботсвані 2015 року становила 13,39 ‰ (15-те місце у світі).
Природний приріст населення в країні 2015 року становив 1,21 % (99-те місце у світі).

### Вікова структура

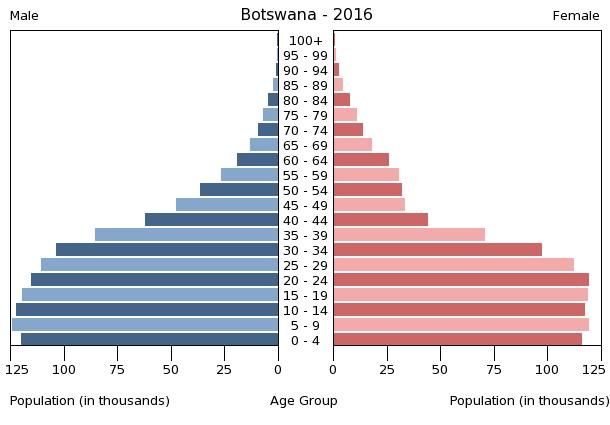
Віково-статева піраміда населення Ботсвани, 2016 рік

Середній вік населення Ботсвани становить 23,2 року (168-ме місце у світі): для чоловіків — 23,4, для жінок — 23,1 року. Очікувана середня тривалість життя 2015 року становила 54,18 року (212-те місце у світі), для чоловіків — 55,97 року, для жінок — 52,33 року.
Вікова структура населення Ботсвани, станом на 2015 рік, виглядає таким чином:
- діти віком до 14 років — 32,66 % (363 264 чоловіки, 349 517 жінок);
- молодь віком 15—24 роки — 21,49 % (233 090 чоловіків, 235 894 жінки);
- дорослі віком 25—54 роки — 37,31 % (433 246 чоловіків, 381 151 жінка);
- особи передпохилого віку (55—64 роки) — 4,48 % (43 604 чоловіки, 54 261 жінка);
- особи похилого віку (65 років і старіші) — 4,06 % (35 346 чоловіків, 53 346 жінок)[1].

## Розселення
Густота населення країни 2015 року становила 4 особи/км² (230-те місце у світі).

### Урбанізація
Ботсвана високоурбанізована країна. Рівень урбанізованості становить 57,4 % населення країни (станом на 2015 рік), темпи зростання частки міського населення — 1,29 % (оцінка тренду за 2010—2015 роки).
Головні міста держави: Габороне (столиця) — 247,0 тис. осіб (дані за 2014 рік).

### Міграції
Річний рівень імміграції 2015 року становив 4,56 ‰ (28-ме місце у світі). Цей показник не враховує різниці між законними і незаконними мігрантами, між біженцями, трудовими мігрантами та іншими.
Ботсвана є членом Міжнародної організації з міграції (IOM).

## Расово-етнічний склад
| Етнічний склад (2015 рік) | Етнічний склад (2015 рік) | Етнічний склад (2015 рік) | Етнічний склад (2015 рік) | Етнічний склад (2015 рік) |
| ------------------------- | ------------------------- | ------------------------- | ------------------------- | ------------------------- |
| Етнос:                    |                           |                           | Відсоток:                 |                           |
| тсвана                    | тсвана                    |                           | 79%                       | 79%                       |
| каланга                   | каланга                   |                           | 11%                       | 11%                       |
| басарва                   | басарва                   |                           | 3%                        | 3%                        |
| інші                      | інші                      |                           | 7%                        | 7%                        |

Головні етноси країни: тсвана — 79 %, каланга — 11 %, басарва — 3 %, інші, разом із біліми — 7 % населення.

## Мови
| Мови Ботсвани (2011 рік) | Мови Ботсвани (2011 рік) | Мови Ботсвани (2011 рік) | Мови Ботсвани (2011 рік) | Мови Ботсвани (2011 рік) |
| ------------------------ | ------------------------ | ------------------------ | ------------------------ | ------------------------ |
| Мова:                    |                          |                          | Відсоток:                |                          |
| англійська               | англійська               |                          | 2.8%                     | 2.8%                     |
| сетсвана                 | сетсвана                 |                          | 77.3%                    | 77.3%                    |
| секаланга                | секаланга                |                          | 7.4%                     | 7.4%                     |
| шекгалагаді              | шекгалагаді              |                          | 3.4%                     | 3.4%                     |
| шона                     | шона                     |                          | 2%                       | 2%                       |
| сесарва                  | сесарва                  |                          | 1.7%                     | 1.7%                     |
| сембукушу                | сембукушу                |                          | 1.6%                     | 1.6%                     |
| ндебеле                  | ндебеле                  |                          | 1%                       | 1%                       |
| інші                     | інші                     |                          | 2.8%                     | 2.8%                     |

Офіційна мова: англійська — розмовляє 2,8 % населення країни. Інші поширені мови: сетсвана — 77,3 %, секаланга — 7,4 %, шекгалагаді — 3,4 %, шона — 2 %, сесарва — 1,7 %, сембукушу — 1,6 %, ндебеле — 1 %, інші мови — 2,8 % (дані на 2011 рік).

## Релігії
| Релігії в Ботсвані (2011 рік) | Релігії в Ботсвані (2011 рік) | Релігії в Ботсвані (2011 рік) | Релігії в Ботсвані (2011 рік) | Релігії в Ботсвані (2011 рік) |
| ----------------------------- | ----------------------------- | ----------------------------- | ----------------------------- | ----------------------------- |
| Віросповідання:               |                               |                               | Відсоток:                     |                               |
| християни                     | християни                     |                               | 79.1%                         | 79.1%                         |
| бадімо                        | бадімо                        |                               | 4.1%                          | 4.1%                          |
| інші                          | інші                          |                               | 1.4%                          | 1.4%                          |
| атеїсти                       | атеїсти                       |                               | 15.2%                         | 15.2%                         |
| агностики                     | агностики                     |                               | 0.3%                          | 0.3%                          |

Головні релігії й вірування, які сповідує, і конфесії та церковні організації, до яких відносить себе населення країни: християнство — 79,1 %, бадімо — 4,1 %, інші — 1,4 % (бахаїзм, індуїзм, іслам, растафаріанство), не сповідують жодної — 15,2 %, не визначились — 0,3 % (станом на 2011 рік).

## Освіта
Рівень письменності 2015 року становив 88,5 % дорослого населення (віком від 15 років): 88 % — серед чоловіків, 88,9 % — серед жінок.
Державні витрати на освіту становлять 9,6 % ВВП країни, станом на 2009 рік (5-те місце у світі). Середня тривалість освіти становить 13 років, для хлопців — до 13 років, для дівчат — до 13 років (станом на 2013 рік).

## Охорона здоров'я
Забезпеченість лікарями в країні на рівні 0,4 лікаря на 1000 мешканців (станом на 2009 рік). Забезпеченість лікарняними ліжками в стаціонарах — 1,8 ліжка на 1000 мешканців (станом на 2010 рік). Загальні витрати на охорону здоров'я 2014 року становили 5,4 % ВВП країни (132-ге місце у світі).
Смертність немовлят до 1 року, станом на 2015 рік, становила 8,93 ‰ (145-те місце у світі); хлопчиків — 9,26 ‰, дівчаток — 8,59 ‰. Рівень материнської смертності 2015 року становив 129 випадків на 100 тис. народжень (61-ше місце у світі).
Ботсвана входить до складу ряду міжнародних організацій: Міжнародного руху (ICRM) і Міжнародної федерації товариств Червоного Хреста і Червоного Півмісяця (IFRCS), Дитячого фонду ООН (UNISEF), Всесвітньої організації охорони здоров'я (WHO).

### Захворювання
Потенційний рівень зараження інфекційними хворобами в країні високий. Найпоширеніші інфекційні захворювання: діарея, гепатит А, черевний тиф, малярія (станом на 2016 рік).
2014 року зареєстровано 392,4 тис. хворих на СНІД (19-те місце у світі), це 25,16 % населення в репродуктивному віці 15—49 років (2-ге місце у світі). Смертність 2014 року від цієї хвороби становила 5,1 тис. осіб (30-те місце у світі).
Частка дорослого населення з високим індексом маси тіла 2014 року становила 19,5 % (128-ме місце у світі); частка дітей віком до 5 років зі зниженою масою тіла становила 11,2 % (оцінка на 2008 рік). Ця статистика показує як власне стан харчування, так і наявну/гіпотетичну поширеність різних захворювань.

### Санітарія
Доступ до облаштованих джерел питної води 2015 року мало 99,2 % населення в містах і 92,3 % у сільській місцевості; загалом 96,2 % населення країни. Відсоток забезпеченості населення доступом до облаштованого водовідведення (каналізація, септик): у містах — 78,5 %, у сільській місцевості — 43,1 %, загалом по країні — 63,4 % (станом на 2015 рік). Споживання прісної води, станом на 2005 рік, дорівнює 0,19 км³ на рік, або 107,3 тонни на одного мешканця на рік: з яких 42 % припадає на побутові, 19 % — на промислові, 39 % — на сільськогосподарські потреби.

## Соціально-економічне становище
Співвідношення осіб, що в економічному плані залежать від інших, до осіб працездатного віку (15—64 роки) загалом становить 55,3 % (станом на 2015 рік): частка дітей — 49,7 %; частка осіб похилого віку — 5,6 %, або 17,9 потенційно працездатного на 1 пенсіонера. Загалом ці показники характеризують рівень потреби державної допомоги в секторах освіти, охорони здоров'я та пенсійного забезпечення, відповідно. За межею бідності 2003 року перебувало 30,3 % населення країни. Дані про розподіл доходів домогосподарств у країні відсутні.
Станом на 2012 рік, в країні 700 тис. осіб не має доступу до електромереж; 66 % населення має доступ, в містах цей показник дорівнює 75 %, у сільській місцевості — 54 %. Рівень проникнення інтернет-технологій низький. Станом на липень 2015 року в країні налічувалось 600 тис. унікальних інтернет-користувачів (144-те місце у світі), що становило 27,5 % загальної кількості населення країни.

### Трудові ресурси
Загальні трудові ресурси 2015 року становили 1,155 млн осіб (140-ве місце у світі). Дані по структурі зайнятості економічно активного населення у господарстві країни відсутні. 45,03 тис. дітей у віці від 7 до 17 років (9 % загальної кількості) 2006 року були залучені до дитячої праці. Безробіття 2013 року дорівнювало 20 % працездатного населення, 2009 року — 17,8 % (170-те місце у світі); серед молоді у віці 15—24 років ця частка становила 36 %, серед юнаків — 29,6 %, серед дівчат — 43,5 %

## Кримінал

### Торгівля людьми
Згідно зі щорічною доповіддю про торгівлю людьми (англ. Trafficking in Persons Report) Управління з моніторингу та боротьби з торгівлею людьми Державного департаменту США, уряд Ботсвани докладає значних зусиль у боротьбі з явищем примусової праці, сексуальної експлуатації, незаконною торгівлею внутрішніми органами, але законодавство відповідає мінімальним вимогам американського закону 2000 року щодо захисту жертв (англ. Trafficking Victims Protection Act’s) не повною мірою, країна перебуває у списку другого рівня.

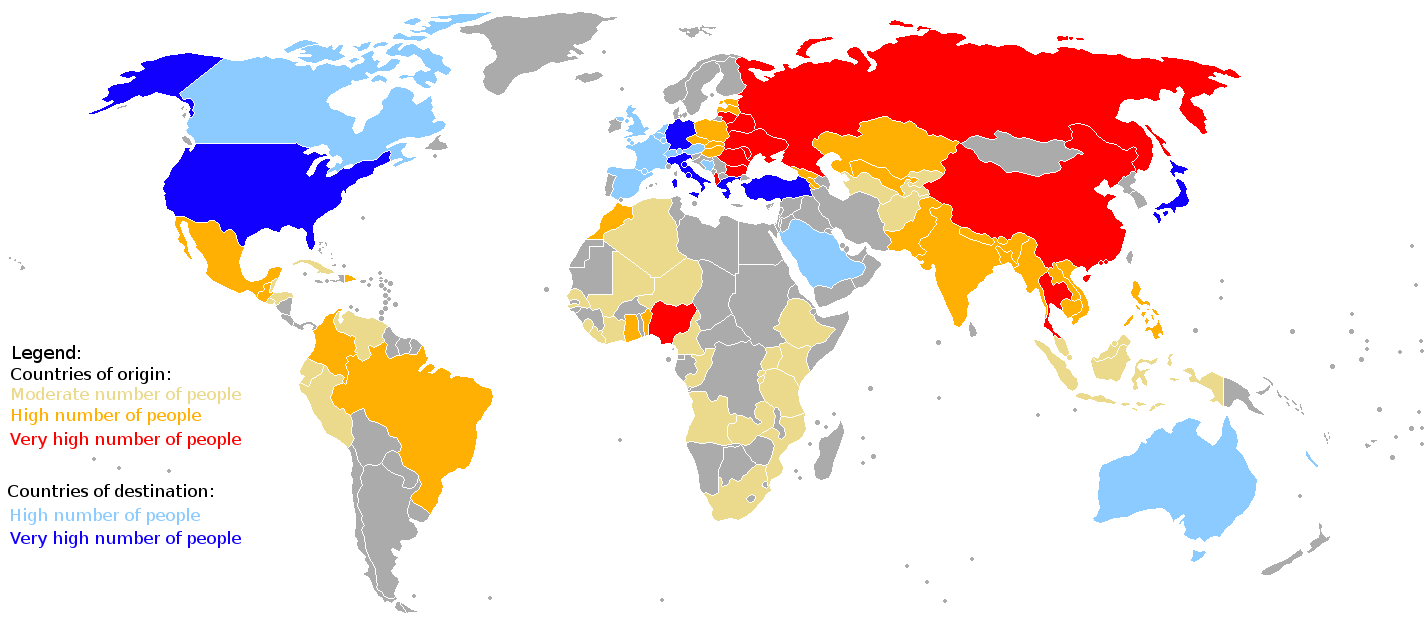
Країни-донори (червоний) і країни-реципієнти кримінальних потоків  (англ.)
Глобальна боротьба з торгівлею людьми (англ.)

## Гендерний стан
Статеве співвідношення (оцінка 2015 року):
- при народженні — 1,03 особи чоловічої статі на 1 особу жіночої;
- у віці до 14 років — 1,04 особи чоловічої статі на 1 особу жіночої;
- у віці 15—24 років — 0,99 особи чоловічої статі на 1 особу жіночої;
- у віці 25—54 років — 1,14 особи чоловічої статі на 1 особу жіночої;
- у віці 55—64 років — 0,8 особи чоловічої статі на 1 особу жіночої;
- у віці за 64 роки — 0,66 особи чоловічої статі на 1 особу жіночої;
- загалом — 1,03 особи чоловічої статі на 1 особу жіночої[1].

## Демографічні дослідження
Демографічні дослідження в країні ведуться рядом державних і наукових установ:

### Українською
- Атлас. 10-11 клас. Економічна і соціальна географія світу / упорядники :  О. Я. Скуратович, Н. І. Чанцева. — К. : ДНВП «Картографія», 2010. — ISBN 978-966-475-639-3.
- Атлас світу / голов. ред. І. С. Руденко ; зав. ред. В. В. Радченко ; відп. ред. О. В. Вакуленко. — К. : ДНВП «Картографія», 2005. — 336 с. — ISBN 9666315467.
- Безуглий В. В. Економічна і соціальна географія зарубіжних країн : Навчальний посібник. — К. : ВЦ «Академія», 2007. — 704 с. — ISBN 978-966-580-239-6.
- Безуглий В. В., Козинець С. В. Регіональна економічна і соціальна географія світу : Навчальний посібник. — видання 2-ге, доп., перероб. — К. : ВЦ «Академія», 2007. — 688 с. — ISBN 966-580-144-9.
- Головченко В. І., Кравчук О. Країнознавство: Азія, Африка, Латинська Америка, Австралія і Океанія. — К., 2006. — 335 с. — ISBN 966-8939-04-2.
- Гудзеляк І. І. Географія населення: Навчальний посібник / І. Гудзеляк. — Л. : Видавничий центр ЛНУ імені Івана Франка, 2008. — 232 с. — ISBN 978-966-613-599-8.
- Дахно І. І. Країни світу: Енциклопедичний довідник / І. І. Дахно, С. М. Тимофієв. — К. : Мапа, 2011. — 606 с. — (Бібліотека нового українця) — ISBN 978-966-8804-23-6.
- Дахно І. І. Економічна географія зарубіжних країн : навчальний посібник. — К. : Центр учбової літератури, 2014. — 319 с. — ISBN 978-611-01-0682-5.
- Джаман В. О. Регіональні системи розселення: демографічні аспекти. — Чернівці : Рута, 2003. — 392 с. — ISBN 9665685988.
- Дорошенко Л. С. Демографія: Навчальний посібник. — К. : МАУП, 2005. — 112 с. — ISBN 966-608-442-2.
- Дубович І. А. Країнознавчий словник-довідник. — 5-те вид., перероб. і доп. — К. : Знання, 2008. — 839 с. — ISBN 978-966-346-330-8.
- Економічна і соціальна географія країн світу. Навчальний посібник / За ред. Кузика С. П. — Л. : Світ, 2002. — 672 с. — ISBN 966-603-178-7.
- Загальна медична географія світу / В. О. Шевченко [та ін.] — К. : [б.в.], 1998. — 178 с.
- Книш М. М., Мамчур О. І. Регіональна економічна і соціальна географія світу (Латинська Америка та Карибські країни, Африка, Азія, Океанія) : навч. посіб. — Л. : ЛНУ ім. Івана Франка, 2013. — 368 с. — ISBN 978-617-10-0007-0.
- Крисаченко В. С. Динаміка населення: Популяційні, етнічні та глобальні виміри. — К. : Видавництво Національного інституту стратегічних досліджень, 2005. — 368 с. — ISBN 966-554-083-1.
- Любіцева О. О., Мезенцев К. В., Павлов С. В. Географія релігій. — К. : АртЕК, 1999. — 504 с. — ISBN 966-505-006-0.
- Масляк П. О. Країнознавство. — К. : Знання, 2007. — 292 с. — (Вища освіта XXI століття)
- Масляк П. О., Дахно І. І. Економічна і соціальна географія світу / П. О. Масляк, І. І. Дахно ; за ред. П. О. Масляка. — К. : Вежа, 2003. — 280 с. — ISBN 966-7091-53-8.

### Російською
- (рос.) Ботсвана // Демографический энциклопедический словарь / главн. ред. Валентей Д. И. — М. : Советская энциклопедия, 1985. — 608 с.
- (рос.) Ботсвана // Африка: энциклопедический справочник [в 2-х тт.] / гл. ред. А. Громыко. — М. : Советская энциклопедия, 1986. — Т. 1. — 672 с.
- (рос.) Ботсвана // Страны и народы. Африка. Восточная и Южная Африка / Редкол. : М. Б. Горнунг, Г. Б. Старушенко (отв. ред.) и др. — М. : «Мысль», 1981. — 269 с. — (Страны и народы) — 180 тис. прим.
- (рос.) Атлас народов мира / Отв. ред. С. И. Брук и В. С. Апенченко. — М. : ГУГК ГГК СССР и Институт этнографии им. Н. Н. Миклухо-Маклая АН СССР, 1964. — 185 с. — 20 тис. прим.
- (рос.) Численность и расселение народов мира. Этнографические очерки / под ред. С. И. Брука. — М. : Издательство АН СССР, 1962. — 487 с.
- (рос.) Лаппо Г. М. География городов: Учебное пособие для географических факультетов вузов. — М. : Туманит, изд. центр ВЛАДОС, 1997. — 476 с. — ISBN 5-691-00047-0.
- (рос.) Ягельский А. География населения. — М. : Прогресс, 1980. — 383 с.